# Johnny Science
Johnny Science (13 de enero de 1955 - 14 de diciembre de 2007) fue un activista, maquillador, músico y drag king estadounidense conocido por su trabajo en favor de los drag kings, los kink, los hombres trans y los hombres homosexuales. Durante las décadas de 1980 y 1990, Science organizó talleres de drag kings y formó lo que se cree que fue el primer grupo de encuentro FTM en la ciudad de Nueva York, F2M Fraternity. Se le ha llamado "el héroe anónimo de la concientización female-to-male (de mujeres a hombres)" en la ciudad de Nueva York.

## Primeros años de vida
Science creció en Englewood, Nueva Jersey. Le asignaron el sexo femenino al nacer y comenzó a usar maquillaje de corcho para actuar como drag masculino cuando tenía tres o cuatro años. Sus padres, en general, apoyaron estas actividades artísticas. Encontró inspiración en el trabajo del maquillador y actor Lon Chaney cuando era niño. Algunos de sus primeros esfuerzos drag implicaban intentar parecerse a un hombre mayor para poder ir a lugares a los que los niños normalmente no podían ir.
Entre 1977 y 1980, Science asistió a la Universidad Farleigh Dickenson y estudió género y transexualidad. A principios de la década de 1980, antes de su transición, Johnny Science tocó como "Suzy Science" en la banda Science.  Science era una de las bandas de la famosa sala punk, Max's Kansas City y también tocaba regularmente en el café Women's One World (WOW) en el East Village. Johnny Science también dirigió el arte de Max's Kansas City en ese momento. Estuvo involucrado en la escena lésbica S&M y fue líder de la Mafia del Sexo Lésbico antes de su transición. A mediados de la década de 1980, Science comenzó a involucrarse en el arte escénico en mazmorras sexuales locales como Belle de Jour y clubes de intercambio de parejas como Plato's Retreat. Estos programas a menudo lo incluían disfrazado de arquetipos hipermasculinos (como un motociclista) y usando prótesis para tener sexo con su pareja de ese momento. También empleó en ocasiones elementos dramáticos como motosierras y sangre falsa. La canción "Twistco" de Science apareció en el álbum Max's Kansas City - 1976 & Beyond (Expanded).
Johnny Science comenzó a perseguir la transición médica de género en 1986. Sin embargo, en 1989 afirmó que había "vivido totalmente como hombre durante mucho más tiempo". En ese momento, no existían grupos de recursos comunitarios para hombres trans en la ciudad de Nueva York. Comenzó a comunicarse con otros hombres trans en los Estados Unidos, como Lou Sullivan, el fundador de FTM International, Mario Martino, autor de una de las primeras autobiografías sobre la experiencia masculina trans, y Rupert Raj, fundador de la Fundación para el Avance de los Transexuales Canadienses. Por aquella época, Science también se hizo amigo de la estrella porno y educadora sexual Annie Sprinkle. Adoptó el nombre de Johnny Science, aunque en varios momentos de su vida también respondió a Johnny Armstrong, Daniel Austen y John Grant.

## Drag king y activismo FTM
En mayo de 1988, Science apareció en el programa de televisión de Howard Stern para intentar difundir la información sobre los problemas de los hombres transexuales. Un año después, en marzo de 1989, Science formó un grupo de encuentro para "transexuales FTM, travestis y sus amigos"  llamado F2M Fraternity (Fraternidad F2M). La Fraternidad F2M contaba con un boletín informativo de edición limitada llamado "Rites of Passage" (en español: "Ritos de paso") y distribuía regularmente información sobre la transición médica, anunciaba eventos drag king locales y organizaba noches de video que destacaban cómo se retrataba a los hombres trans en la televisión. "Rites of Passage" se publicó en Tenafly, Nueva Jersey. Los eventos se llevaron a cabo inicialmente en el apartamento de Kit Rachlin pero se trasladaron al apartamento de Annie Sprinkle poco después de la creación de la Fraternidad F2M. El activismo de Science a menudo resultaba financieramente oneroso; en un anuncio de septiembre de 1990 escribió: "¡He estado sin teléfono durante seis meses después de haber acumulado enormes facturas llamando a T/S, C/D y profesionales de todo el mundo!"
Sprinkle conoció a Les Nichols, un hombre trans que tomaba testosterona y se había sometido recientemente a una faloplastia, en una de las reuniones de la Fraternidad F2M en 1989 y decidió filmar un documental pornográfico sobre una experiencia sexual entre ambos titulado Linda/Les and Annie: the First Female-to-Male Transsexual Love Story (en español: Linda/Les y Annie: la primera historia de amor transexual de mujer a hombre). Bajo el nombre de Johnny Armstrong, Science escribió y cantó la música de la película, además de participar en la dirección y edición. La película se estrenó en 1990 y tuvo una reacción muy variada en algunos miembros de la comunidad transgénero debido al lenguaje y las actitudes obsoletas que Sprinkle mostró con respecto al cuerpo de Nichols y su vida antes de la transición. Linda/Les and Annie: the First Female-to-Male Transsexual Love Story fue la primera película transmasculina sexualmente explícita jamás realizada.
En 1989, Science empezó a impartir talleres de drag kings, que consistían en enseñar a personas a quienes se les había asignado el sexo femenino al nacer cómo presentarse como hombres a través del maquillaje y la vestimenta. También proporcionó información sobre la faloplastia en las primeras reuniones Estos se llevaron a cabo en el apartamento de Annie Sprinkle, posteriormente llamado el "Salón de Transformación de Annie Sprinkle". Durante esta época, Science a veces se conocía como John Grant y Johnny Armstrong. En 1990, Diane Torr asistió a uno de estos talleres y notó que parecía no haber movimiento ni entrenamiento vocal. Comenzaron a colaborar juntos en los talleres, que a menudo incluían llevar a sus participantes a espacios como parques y clubes de striptease para ver si "pasaban" como hombres ante las personas que los rodeaban. Science impartió estos talleres por todo Estados Unidos y también impartió varios a nivel internacional. Según Diane Torr, "Ambos estábamos decididos a incluir en el lenguaje común la frase "drag king" y el concepto que la sustentaba (la idea de la suplantación de un hombre por una mujer)". Science insistió en que él había acuñado el término drag king durante su vida.
A lo largo de los años 90, Johnny Science hizo apariciones en The Joan Rivers Show, The Phil Donahue Show, Jerry Springer, The Montel Williams Show y Geraldo para promover la visibilidad de los hombres trans, drag kings y travestis de mujer a hombre. A finales de los años 90 fundó The Drag King Club, un grupo social para mujeres que se travestían. Science también emitió brevemente un programa semanal de televisión por cable "That Show! With Johnny Science" (también llamado Drag King Club with Johnny Science) en la televisión de acceso comunitario Manhattan Neighborhood Network. Este programa entrevistó a todos los drag kings más importantes del momento, habló sobre arte y cultura, y mostró transformaciones de maquillaje en pantalla. Según Kit Rachlin en el obituario de Science, el programa se emitió hasta 1998 pero un artículo del New York Times de enero de 2000 informó que todavía se estaba transmitiendo en el canal 57.
En mayo de 1992, Johnny Science organizó un Drag King Ball en el Crow Bar, que incluyó un concurso de drag kings Se permitía cualquier tipo de drag, incluso aquel que no enfatizara el hacerse pasar por hombre. El concurso de drag kings fue el primero de su tipo fuera de la escena de la cultura ball. Science se aseguró de que esto fuera ampliamente difundido por la prensa de Nueva York. Organizó un segundo evento en noviembre en el Teatro Enterprise, pero no pudo conseguir el mismo interés de la prensa una segunda vez. Después de esto, Johnny se convirtió en un miembro menos activo de la escena. Según Kit Rachlin, «Si Johnny hubiera seguido en la escena, creo que se habría convertido en un evento legendario. En cambio, simplemente se borró». A mediados de los 90, Dianne Torr dirigía los Drag King Workshops por su cuenta.

## Activismo gay y últimos años
En algún momento a finales de la década de 1990 o principios de la década de 2000, Johnny Science decidió pasar desapercibido, es decir, alejarse del activismo FTM y mezclarse con la comunidad de hombres homosexuales cisgénero. Sus amigos le contaban regularmente sobre lo que sucedía en la comunidad trans, y él expresaba tristeza por sentir que no podía participar y ser aceptado como hombre por la sociedad en general. Science encontró un nuevo hogar en las comunidades homosexuales kink, convirtiéndose en miembro de los activistas homosexuales masculinos S&M y en presidente del capítulo metropolitano de Nueva York de la Asociación Nacional del Cuero.
A mediados de la década de 1990, Science fundó The Jovian Gentlemen, un club social para hombres mayores y jóvenes que querían salir entre sí. Muchos de los eventos organizados por The Jovian Gentlemen eran fiestas de juegos kink. Science conservó en su casa, tanto en formato impreso como digital, cientos de documentos, vídeos, archivos de sonido y otros elementos efímeros relacionados con su activismo y el de otras personas en favor de la comunidad LGBT.
Johnny Science tuvo mala salud durante los últimos diez años de su vida. Murió de insuficiencia cardíaca en 2007 y recibió un extenso obituario en el número 114 de Transgender Tapestry. Los documentos efímeros que conservó fueron donados a la Universidad de Nueva York después de su muerte. En 2019, algunas efímeras recopiladas por Johnny Science se exhibieron en la Biblioteca Bobst de la Universidad de Nueva York en una exposición titulada "Violet Holdings: LGBTQ+ Highlights from the NYU Special Collections".